# Saad El-Gat
Saad El-Gat (en arabe : ساعد القط) est une série télévisée algérienne diffusée durant les mois de ramadan 2010 et 2011. Elle est produite par Mycene Prod, et réalisée par Mouzahem Yahia (Saison 1) et Imen Nasri (Saison 2). La 1re saison a remporté du succès en Algérie.

## Synopsis

### Saison 1
Saad El-Gat raconte le quotidien d′une cité algérienne avec des histoires sociales fraîches et simples, traitant avec originalité les problèmes et défis de la société algérienne contemporaine dans un concept comique.

### Saison 2
Saad était prêt à se marier avec la belle Samia, mais les parasites de sa cité lui cause de nombreux problèmes. Saad finit par arriver en retard à son mariage, mettant ses beaux-parents en colère.
Samia finit par renoncer au mariage.

## Distribution
- Mohamed Bouchaïb : Saad (Saison 1 et 2)
- Mina Lachter : Samia (Saison 1 et 2)
- Omar Thayri : Abdellah la Tchatch (Saison 1 et 2)
- Abderrahmane Rabei : Rahim/Hchicha (Saison 1 et 2)
- Rachid Fares : Omar, père de Samia (Saison 2)
- Nesrine Belhadj : Habiba, Femme de Père de Saad (Saison 2)
- Faiza Louail : Bahidja, Sœur d'Abdellah (Saison 1 et 2)
- Abdelhamid Rabia : Omar, père de Samia (Saison 1)
- Omar Zelloum : Père de Saad (Saison 1)
- Salah Aougrout : Omar, père de Saad (Saison 2)
- Nadjia Laaraf : Mère de Samia (Saison 1 et 2)
- Sid Ahmed Ait-Tahar : Hmitchou (Saison 1)
- Abderrahmane Zouaoui : Abdou (Saison 1 et 2)
- Zakaria Choukri : Zak (Saison 1)
- Mohamed Bounoghaz : Nabil (Saison 2)
- Adel Harrat : Mourad (Saison 2)

### Invités
- Sid Ali Ben Tchikou : Sassi (Saison 1 et 2)
- Sid Ali Ben Ouniche : Sakhr (Saison 2)
- Youcef Silhat : Directeur d'une entreprise (Saison 1)
- Ben Kaàkaà Bouàssria : Extraterrestre no 1 (Saison 1) puis Le Docteur (Saison 2)
- Houari Melouk : Extraterrestre no 2 (Saison 1)
- Azzeddine Bouchaïb : Le jeune vendeur (Saison 1)
- Mohamed Bouhmoum : Ibn Batouta (Saison 1)
- Mohamed Ihamouchène : Le Vendeur des assiettes (Saison 1)
- Hamid Amirouche : ? (Saison 1 et 2)
- Khaled Gharbi : ? (Saison 1 et 2)
- Mahieddine Younssi Brahim : Pipou (Saison 1)
- Manel Bourssas : ? (Saison 1)
- Nasreddine Amrouayach : ? (Saison 1)
- Amir Chelbi : ? (Saison 1)
- Malia Zouaoui : ? (Saison 1 et 2)
- Adel Bousbiàt : ? (Saison 1)
- Zyad Bouchaib : Messaoud (Saison 1) puis Le Remplacent de Saad (Saison 2)
- Ismail Ben Seddik Hachemi : Mouhaned (Saison 1)
- Mounira Rouabhi Fissa : Présentatrice au TV (Saison 1)
- Madjid Abdelbaki : ? (Saison 2)
- Yahia Mouzahem : Le Réalisateur - Le Chauffeur (Saison 2)
- Malek Haddar : L'oncle de Samia le Vietnamien (Saison 2)
- Djelloul Abdeldjallal Mekkaoui : Le coréalisateur (Saison 2)
- Faycel Akhrib : ? (Saison 2)
- Reda Amrani : ? (Saison 2)
- Mehdi Laid : ? (Saison 2)
- Cinthya Mencherini : ? (Saison 2)
- Lakhdar Khalil Aoun : ? (Saison 2)
- Mohamed Halimouch : ? (Saison 2)

## Épisodes

### Saison 2
| Numéro | Titre de l'épisode        | Résumé | Scénariste de l'épisode | Les Invités |
| ------ | ------------------------- | --- | ----------------------- | --- |
| 01     | La Colère                 | - | Aissa Cheriet           | |
| 02     | Les Cours du Soutiens     | Abdellah appelle un Prof de Lycée et il le demande pour faire les cours dans son maison pour les jeunes des cités...! | Aissa Cheriet           | - Reda Amrani - Mehdi Laid |
| 03     | Zoo                       | - | Aissa Cheriet           | |
| 04     | Saad Acteur               | - | Imen Nasri              | - Mouzahem Yahia: Le réalisateur - Cinthya Mencherini: L'actrice - Djelloul Abdeldjallal Mekkaoui: Coréalisateur - Sid Ali Ben Ouniche: Sakhr - Faycel Akhrib - Lakhdar Khalil Aoun - Mohamed Halimouch |
| 05     | El-Zahma (La Circulation) | - |                         | |
| 06     | L’accident                | - | Aissa Cheriet           | - Yahia Mouzahem: Le chauffeur |
| 07     | Midi                      | La réconciliation entre les parents de Saad et Samia                                                                  | Malek Haddar            | - Hamid Amirouche: Le chef du Gang - Khaled Gharbi |
| 08     | Stop                      | - | Aissa Cheriet           | |
| 09     | La Goutte                 | - | Aissa Cheriet           | |
| 10     | Le Mal et Le Remède -1/2- | - | Malek Haddar            | |
| 11     | Le Mal et Le Remède -2/2- | - | Malek Haddar            | |
| 12     | La Lettre                 | - | Aissa Cheriet           | * Sid Ali Ben Tchikou: Sassi |
| 13     | Eux Enfants               | - | Imen Nasri              | censuré sur ENTV |
| 14     | La Grande Joie            | - | Aissa Cheriet           | censuré sur ENTV - Sid Ali Ben Tchikou: Sassi - Faycel Akhrib - Malia Zouaoui - Adel |

## L’équipe Technique

### Saison 1

#### Équipe Production
- Directrice de production : Mina Medani
- Production exécutif : Mycene Production
- Producteur : Yahia Mouzahem

#### Équipe Réalisation
- Réalisateur : Yahia Mouzahem
- 1er Assistant réalisateur : Djelloul Abdeldjallal Mekkaoui
- 2e Assistant réalisateur : Sarah Guettaf
- Chargé de la figurations : Hamza Ourrari
- Scripte : Imen Nasri

#### Équipe Image
- Directeur Photo : Smaïl Lakhdar-Hamina
- Cadreur no 1: Mohamed Mahmoudi
- Cadreur no 2: Chafaà Gaàloul
- Assistant Caméra: Salim Aktouf

#### Équipe Son
- Ingénieur Son & Perche : Hamid Ousmani

#### Équipe Éclairage & Machinerie
- Chef Électro : Youcef Ameur
- Électro no 1 : Adel Aggoun
- Électro no 2 : Karim Bouchenine

#### Équipe Régie
- Régisseur général : Saad Bouzid Samir
- Régisseur plateau : Zoheir
- Régisseur extérieur : Omar
- Chauffeur : Samir

#### Équipe Décor
- Décor & Accessoires : Lyes Amirouche

#### Équipe Maquillage
- Maquillage & Coiffure : Faiza Bousbiat

#### Équipe Habillement
- Costumière : Soumia

#### Post-Production
- Monteur : Chafaà Gaàloul
- Infographiste : Malek Houacine

### Saison 2

#### Équipe Production
- Directrice de production : Mina Medani
- Production exécutif : Mycene Production
- Producteur : Yahia Mouzahem
- Directeur des Finances et Comptabilité : Nacera Al-Achi

#### Équipe Réalisation
- Réalisateur : Imen Nasri
- 1er Assistant réalisateur : Djelloul Abdeldjallal Mekkaoui
- 2e Assistant réalisateur : Sarah Guettaf
- Chargé de la figuration (Casting) : Hamza Ourrari
- Scripte : Fella Heni

#### Équipe Image
- Directeur Photo : Smaïl Lakhdar-Hamina
- Cadreur no 1 : Mohamed Mahmoudi
- Cadreur no 2 : Dalila Himeur
- Cadreur no 3 : Hocine Hadj Ali

#### Équipe Son
- Ingénieur Son : Kamel Mekesser, Mohamed Ziouani, Hamid Osmani

#### Équipe Éclairage & Machinerie
- Électro no 1 : Adel Aggoun
- Électro no 2 : Habib Houacine
- Machiniste : Samir Dellali

#### Équipe Régie
- Régisseur général : Ilyes Benamirouche, Samir Saad Bouzid
- Régisseur plateau : Zohir Kadouche
- Chauffeur : Kheireddine Cheknoune, Ali Chouchaoui, Nawel Boudjemaà

#### Équipe Décor & Accessoires
- Décor : Ilyes Benamirouche
- Accessoiriste : Amine Daàs

#### Équipe Maquillage
- Maquillage : Hanane

#### Équipe Habillement
- Costumière : Leila Medani

#### Post-Production
- Monteur & Mixeur & Étalonnage : Chafaà Gaàloul
- Comonteur : Dalila Himeur
- Générique : HDZ